# Zoo Tycoon: Dinosaur Digs
A Zoo Tycoon: Dinosaur Digs a Zoo Tycoon egyik kiegészítője. Benne dinoszauruszokat és jégkorszaki emlősöket és őskori témájú épületeket lehet elhelyezni.

## Játékmenet
A Zoo Tycoon: Dinosaur Digsben 20 ősállatot lehet tartani. Elektromos kerítés különíti el az állatokat.
A ketrec megépítése után a kiválasztott dinoszaurusztojást kell a ketrecben helyezni, majd egy tudóst kell alkalmazni, és a dinoszaurusz kikel. Építeni kell egy helikopteres épületet, mely szökés esetén elaltatja a szökésben lévő dinoszauruszokat, és azok így visszavihetők a ketrecbe.

### Elhelyeszhető állatok korai
- triász
- jura
- kréta
- jégkorszak

## Állatok
- Kréta – Tyrannosaurus rex – Puszta
- Kréta – Spinosaurus – Tűlevelű erdő
- Triász – Herrerasaurus – Trópusi eső-erdő
- Kréta – Styracosaurus – Lombhullató erdő
- Kréta – Iguanodon – Lombhullató erdő
- Jégkorszak – Meiolania – Tundra
- Kréta – Velociraptor – Tűlevelű erdő
- Kréta – Ankylosaurus – Szavanna
- Jura – Apatosaurus – Lombhullató erdő
- Jura – Caudipteryx – Trópusi eső-erdő
- Jura – Allosaurus – Trópusi eső-erdő
- Triász – Coelophysis – Trópusi eső-erdő
- Jura – Plesiosaurus – Víz
- Jura – Stegosaurus – Tűlevelű erdő
- Jura – Kentrosaurus – Tűlevelű erdő
- Jura – Camptosaurus – Tűlevelű erdő
- Jégkorszak – Gyapjas mamut – Tundra
- Jégkorszak – Kardfogú tigris – Tundra
- Jégkorszak – Gyapjas orrszarvú – Tundra
- Kréta – Lambeosaurus – Tűlevelű erdő

### Bónusz állatok
- Jégkorszak – Macrauchenia – Puszta
- Loch Ness-i szörny – Víz
- Jégkorszak – Megatherium – Puszta
- Kréta – Gallimimus – Tűlevelű erdő
- Triász – Plateosaurus – Lombhullató erdő

### Húsvéti tojás állatok
- Kréta – Triceratops – Szavanna
- Kréta – Deinosuchus – Víz